# ボブ・ジョンストン
ボブ・ジョンストン（Donald William Johnston、1932年5月14日 - 2015年8月14日）は、アメリカ合衆国の音楽プロデューサー。

## 来歴
テキサス州ヒルズボロ出身。祖母のマミー・ジョー・アダムズも母のダイアン・ジョンストンもソングライターであった。母は1950年代にジーン・オートリーのために曲を書き、その頃に作ったデモの「Miles and Miles of Texas」は1976年にアスリープ・アット・ザ・ホイールにカバーされている（カントリーチャート38位）。
海軍を除隊後、フォートワースに戻り、母と共同で地元出身のロカビリー・ミュージシャンのマック・カーティスのために曲を書いた。またジョンストン自身、1956年から1961年までドン・ジョンストン名義で数曲、ロカビリーのシングルを発表している。それから1964年までの間にニューヨークに移り、カップ・レコードでプロデューサーの職に就き、フリーランスでアレンジやソングライティングの仕事も行った。ソングライターのジョイ・バイヤーズと結婚。
1965年6月16日の「ライク・ア・ローリング・ストーン」のレコーディングをもって、トム・ウィルソンはボブ・ディランのプロデューサーの任を解かれ、同年7月29日からジョンストンがディランのレコードを制作することとなった。
ディランとは1970年の『新しい夜明け』のセッションまで関わり、そのほかサイモン&ガーファンクル、レナード・コーエン、ジョニー・キャッシュ、マーティ・ロビンズ、ニュー・ライダーズ・オブ・ザ・パープル・セイジなどのレコードを手がけた。1971年にプロデュースした、イギリスのロック・バンド、リンディスファーンのアルバム『Fog on the Tyne』は4週連続で全英アルバムチャートの1位を記録した。
レナード・コーエンが1970年のワイト島音楽祭に出演した際、キーボード奏者またはギタリストとしてコーエンをサポートしている（この時の音源は2009年発売の『Live at the Isle of Wight 1970』に収録された）。
2015年8月14日、ナッシュビルで死去。83歳没。妻のジョイ・バイヤーズも2017年5月10日に他界した。

## 主なプロデュース作品
| 年号   | アーティスト                                   | 作品名                                       |
| ------ | ---------------------------------------------- | -------------------------------------------- |
| 1965年 | パティ・ペイジ                                 | Hush, Hush, Sweet Charlotte（シングル）      |
| 1965年 | ボブ・ディラン                                 | 追憶のハイウェイ 61                          |
| 1965年 | ボブ・ディラン                                 | 寂しき4番街（シングル）                      |
| 1965年 | ボブ・ディラン                                 | 窓からはい出せ（シングル）                   |
| 1966年 | サイモン&ガーファンクル                        | サウンド・オブ・サイレンス                   |
| 1966年 | サイモン&ガーファンクル                        | パセリ・セージ・ローズマリー・アンド・タイム |
| 1966年 | サイモン&ガーファンクル                        | 冬の散歩道（シングル）                       |
| 1966年 | サイモン&ガーファンクル                        | 動物園にて（シングル）                       |
| 1966年 | アレサ・フランクリン                           | Soul Sister                                  |
| 1966年 | エディ・アルバート                             | The Eddie Albert Album                       |
| 1966年 | ボブ・ディラン                                 | ブロンド・オン・ブロンド                     |
| 1967年 | ボブ・ディラン                                 | ジョン・ウェズリー・ハーディング             |
| 1967年 | アレサ・フランクリン                           | Take It Like You Give It                     |
| 1968年 | マーティ・ロビンズ                             | By the Time I Get to Phoenix                 |
| 1968年 | ジョニー・キャッシュ                           | At Folsom Prison                             |
| 1969年 | ジョニー・キャッシュ                           | The Holy Land                                |
| 1969年 | ジョニー・キャッシュ                           | At San Quentin                               |
| 1969年 | レナード・コーエン                             | Songs from a Room                            |
| 1969年 | バーズ                                         | バーズ博士とハイド氏                         |
| 1969年 | モビー・グレープ                               | Truly Fine Citizen                           |
| 1969年 | ボブ・ディラン                                 | ナッシュヴィル・スカイライン                 |
| 1970年 | ボブ・ディラン                                 | セルフ・ポートレイト                         |
| 1970年 | ボブ・ディラン                                 | 新しい夜明け                                 |
| 1970年 | レナード・コーエン                             | Songs of Love and Hate                       |
| 1971年 | リンディスファーン                             | Fog on the Tyne                              |
| 1972年 | リンディスファーン                             | Dingly Dell                                  |
| 1973年 | レナード・コーエン                             | Live Songs                                   |
| 1973年 | マック・ゲイデン                               | McGavock Gayden                              |
| 1975年 | ニュー・ライダーズ・オブ・ザ・パープル・セイジ | Oh, What a Mighty Time                       |
| 1976年 | ニュー・ライダーズ・オブ・ザ・パープル・セイジ | New Riders                                   |
| 1977年 | ニュー・ライダーズ・オブ・ザ・パープル・セイジ | Who Are Those Guys?                          |
| 1978年 | ジミー・クリフ                                 | Give Thankx                                  |